# Perasia ule
Perasia ule là một loài bướm đêm trong họ Noctuidae.